# Estação Marcos Freire
A Estação Marcos Freire é uma das estações do VLT do Recife, situada em Jaboatão dos Guararapes, entre a Estação Jorge Lins e a Estação Cajueiro Seco.
Foi inaugurada em 1999.